# دانتيل لفكارا
قالب:Infobox textile

لفكاريتيكا أو دانتيل لفكارا هو نوع من الدانتيل اليدوي الذي يأتي من بانو لفكارا في قبرص. وتتميز بالخياطة على الحافة، وتعبئة النسيج بغرز الساتان، وحواف الإبرة، والألوان البيضاء والبنية والإكرو، والأنماط الهندسية المعقدة. في عام 2009، تم تسجيل هذا الفن التقليدي لصناعة الدانتيل على القائمة التمثيلية لالتراث الثقافي غير المادي.

## التاريخ

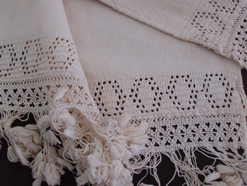
أسبروبلوميا، النوع الذي سبق لفكاريتيكا

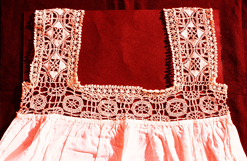
"دانتيلا فينيس" ("دانتيل البندقية") - "بونتو سيبريوتو"

اللفكاريتيكا هي النوع السائد من فن تطريز في قبرص، يعود تاريخه إلى القرن الرابع عشر على الأقل. وتندرج تحت فئة فن التطريز الأبيض في قبرص. إنها تطور من نوع أقدم يُسمى "أسبروبلوميا". نجحت الغرز الرئيسية في "أسبروبلوميا" في البقاء في النوع الأحدث من لفكاريتيكا. يتم إضافة غرز وزخارف جديدة اعتمادًا على مهارة وإبداع النساجة. وصلت اللفكاريتيكا سريعًا إلى مستوى أعلى من الجودة، بسبب التنافس بين النساء، حيث كن يعتبرن قطعة مركزية في المهر. كانت على كل فتاة أن تكون لديها مجموعة كبيرة جاهزة للعرض في يوم زفافها. وبهذه الطريقة، تم نقل العديد من العناصر التقليدية من الأم إلى الابنة. كانت العديد من النساء النساجات في بانو لفكارا، تُلقب بـ "بلوماريس"، ينظمن إنتاجهن من المنزل. وكان الرجال من لفكارا، تُلقب بـ "كنتيتاريديس"، تُجارًا وكانوا يسافرون عبر أوروبا واسكندنافيا. وفقًا للتقاليد، زار ليوناردو دا فينشي قبرص في القرن الخامس عشر وأخذ دانتيل لفكارا معه إلى إيطاليا، حيث يزين اليوم كاتدرائية دومو في ميلانو.

## مراكز الإنتاج
كانت أهم مراكز الإنتاج في السابق في بانو لفكارا وكاتو لفكارا، واليوم يتم تصنيع هذه التطريزات في جميع أنحاء قبرص، خاصة في القرى كاتو دريس، فافلا، فافاتسينيا، أورا، تشويروكويتيا، سكارينو، دالي، وآثينو.

## المواد والتقنية
تم صنع أول دانتيل لفكارا من القماش الأبيض المحلي المنتج في قبرص. يتم استخدام مزيج من الغرز والقطع. يتم إضافة التطريزات الكبيرة المسماة "تاغياديس" إلى أنماط "دانتيلا فينيس" ("دانتيل البندقية")، "بيتوتا"، "جيروولوتا"، "ليمينوتا". اشتق اسمها من الإيطالية "Punto Tagliato"، وهو نوع من التصاميم المقطوعة الشهيرة في إيطاليا خلال القرن السادس عشر. وفقًا لخدمة الحرف اليدوية في قبرص، يصل عدد الزخارف المختلفة لدانتيل لفكارا إلى أكثر من 650.
أبرز نمط في دانتيل لفكارا هو "بوتاموي" ("الأنهار"). صنعت من المثلثات المموجة، وتسمى "كاماريس" ("أقواس").